# Aidemosyne
Aidemosyne is een monotypisch geslacht van zangvogels uit de familie prachtvinken (Estrildidae). De enige soort:
- Aidemosyne modesta  – Ceresamadine